# Joop Gall
Joop Gall (ur. 25 grudnia 1963 w Hoogezand-Sappemeer) – holenderski piłkarz, grający na pozycji obrońcy, trener piłkarski.

## Kariera piłkarska
Wychowanek klubów VV De Vogels i Velocitas 1897. W 1983 rozpoczął karierę piłkarską w miejscowym FC Groningen. Potem występował jeszcze w klubach BV Veendam i SC Heerenveen. Często wracał do FC Groningen i BV Veendam. W 1999 zakończył karierę piłkarza.

## Kariera trenerska
Po zakończeniu kariery piłkarza rozpoczął pracę szkoleniowca. Najpierw w latach 1999–2000 prowadził amatorski zespół VV De Vogels. Potem pomagał trenować FC Groningen. Od 2005 do 2011 roku trenował BV Veendam. Latem 2011 został zaproszony na stanowisko głównego trenera Go Ahead Eagles, ale już w marcu 2012 został zwolniony z klubu. W lipcu 2012 stał na czele FC Emmen, którym kierował do lata 2015. W maju 2016 roku, na zaproszenie swojego rodaka Erika van der Meera został jego asystentem w ukraińskim klubie Stali Dnieprodzierżyńsk. Od 10 sierpnia 2016 roku pełnił obowiązki głównego trenera Stali Kamieńskie, a 28 sierpnia 2016 został zatwierdzony na stanowisku głównego trenera. 11 stycznia 2017 za obopólną zgodą kontrakt został anulowany.